# ココ (曲)
「ココ」は、たむらぱんの楽曲。彼女の9枚目のシングルとして2013年10月23日に日本コロムビアから発売された。

## 概要
前作「new world」から1年5ヶ月振りとなるシングル。通常版と初回限定盤の2種リリース。
表題曲である「ココ」は、テレビアニメ『京騒戯画』のオープニングテーマとして書き下ろされた楽曲であり、京騒戯画の世界観を反映した”此所”と”個々”のダブル・ミーニングが名称の由来となっている。初回限定盤にはボーナスディスクとしてラジオCDを付属し、京騒戯画において主人公・コト役を演じる釘宮理恵と、明恵役を演じる鈴村健一によるトークが収録され、たむらぱんがゲストとして参加している。シングル発売に先駆け、2013年10月2日に「ココ」のミュージック・ビデオの90秒バージョンがオフィシャルサイトにて公開された。
2013年12月18日に発売された6thオリジナル・アルバム『love and pain』にアルバムバージョンとして収録されている。

## 収録曲

### CD（通常版、初回限定盤）
1. ココ [3:41]
作詞・作曲：田村歩美、編曲 : 田村歩美、弦一徹（ストリングス編曲）
2. 自分を [4:28]
作詞・作曲：田村歩美

### 特典ラジオCD（初回限定盤）
『京騒戯画〜コトと明恵のお茶の間通信〜出張版』
- 出演：釘宮理恵、鈴村健一、たむらぱん

1. オープニング
2. 京騒戯画って?
3. たむらぱんをむかえて
4. エンディング

## 収録アルバム
- 6thオリジナル・アルバム『love and pain』（2013年12月18日発売）[4]

## タイアップ
- 「ココ」 - バンプレスト/東映アニメーション製作アニメ『京騒戯画』オープニングテーマ